# 2e étape du Tour d'Espagne 2015
La 2e étape du Tour d'Espagne 2015 s'est déroulée le dimanche 23 août 2015, entre Alhaurín de la Torre et Caminito del Rey, sur une distance de 165 km. Le coureur colombien Esteban Chaves, de l'équipe Orica-GreenEDGE l'a remportée, devant Tom Dumoulin et Nicolas Roche. Il revêt le maillot rouge.

## Résultats

### Classement de l'étape
|    | Coureur            | Pays        | Équipe            |    | Temps           |
| -- | ------------------ | ----------- | ----------------- | -- | --------------- |
| 1  | Esteban Chaves     | Colombie    | Orica-GreenEDGE   | en | 3 h 57 min 25 s |
| 2  | Tom Dumoulin       | Pays-Bas    | Giant-Alpecin     | +  | 1 s             |
| 3  | Nicolas Roche      | Irlande     | Sky               |    | 9 s             |
| 4  | Daniel Martin      | Irlande     | Cannondale-Garmin |    | 14 s            |
| 5  | Joaquim Rodriguez  | Espagne     | Katusha           |    | 26 s            |
| 6  | Nairo Quintana     | Colombie    | Movistar          |    | 26 s            |
| 7  | Chris Froome       | Royaume-Uni | Sky               |    | 30 s            |
| 8  | Alejandro Valverde | Espagne     | Movistar          |    | 31 s            |
| 9  | Daniel Moreno      | Espagne     | Katusha           |    | 31 s            |
| 10 | Fabio Aru          | Italie      | Astana            |    | 37 s            |

### Classement général
|    | Coureur            | Pays        | Équipe            |    | Temps           |
| -- | ------------------ | ----------- | ----------------- | -- | --------------- |
| 1  | Esteban Chaves     | Colombie    | Orica-GreenEDGE   | en | 3 h 57 min 15 s |
| 2  | Tom Dumoulin       | Pays-Bas    | Giant-Alpecin     | +  | 5 s             |
| 3  | Nicolas Roche      | Irlande     | Sky               |    | 15 s            |
| 4  | Daniel Martin      | Irlande     | Cannondale-Garmin |    | 24 s            |
| 5  | Joaquim Rodriguez  | Espagne     | Katusha           |    | 36 s            |
| 6  | Nairo Quintana     | Colombie    | Movistar          |    | 36 s            |
| 7  | Chris Froome       | Royaume-Uni | Sky               |    | 40 s            |
| 8  | Alejandro Valverde | Espagne     | Movistar          |    | 41 s            |
| 9  | Daniel Moreno      | Espagne     | Katusha           |    | 41 s            |
| 10 | Fabio Aru          | Italie      | Astana            |    | 47 s            |